# Piotr Moskal
Piotr Moskal (ur. 1 października 1955 w Tczewie) – polski duchowny katolicki, filozof, prof. dr hab. nauk humanistycznych o specjalności filozofia Boga i religii, filozofia dziejów. Profesor na Wydziale Filozofii Katolickiego Uniwersytetu Lubelskiego, kierownik Katedry Filozofii Religii. Od 2002 profesor nadzwyczajny KUL, redaktor serii „Religia i Mistyka”, autor ponad 100 artykułów naukowych. 23 grudnia 2010 otrzymał tytuł profesora zwyczajnego.

## Wybrane publikacje
- Problem filozofii dziejów. Próba rozwiązania w świetle filozofii bytu, Lublin 1993.
- Spór o racje religii, Lublin 2000.
- Czy istnieje Bóg? Zarys filozofii Boga, Pelplin 2002.
- Religia i prawda, Lublin 2008.
- Filozofia Boga i epistemologia przekonań teistycznych, Kraków 2008.